# Пузанков, Никита Николаевич
Никита Николаевич Пузанков (09.08.1918—14.12.1991) — командир стрелкового отделения 271-го стрелкового полка (181-я стрелковая дивизия, 6-я армия, 1-й Украинский фронт) старшина, участник войны с Финляндией 1939—1940 годов и Великой Отечественной войны, кавалер ордена Славы трёх степеней.

## Биография
Родился 9 августа 1918 года в деревне Крыцыно, ныне Мценского района Орловской области, в семье крестьянина. Образование среднее. Работал на Московском прожекторном заводе упаковщиком.
В 1938—1940 годах проходил службу в Красной армии. В составе Мурманского пограничного отряда участвовал в войне с Финляндией 1939—1940 годов.
В боях Великой Отечественной войны с августа 1941 года. К осени 1943 года воевал наводчиком 45-мм пушки 271-го стрелкового полка 181-й стрелковой дивизии.
29 сентября 1943 года в наступательных боях за деревню Колыбань (Брагинский район Гомельской области, Белоруссии) огнём прямой наводкой уничтожил 5 огневых точек противника. При отражении контратаки огнём из орудия истребил до 25 гитлеровцев, когда кончились снаряды, вёл бой из личного оружия. За этот бой получил первую боевую награду — медаль «За отвагу».
25 марта 1944 года при наступлении стрелковых подразделений в районе села Иванице Старе (Луцкий район Волынской области Украины) сержант Пузанков поставил орудие на прямую наводку и вместе с расчётом подавил 3 пулемётные точки, уничтожил и частично рассеял до 40 гитлеровцев. Способствовал успешному продвижению наших подразделений.
Приказом по частям 181-й стрелковой дивизии от 10 июня 1944 года (№ 42/н) сержант Пузанков Никита Николаевич награждён орденом Славы 3-й степени.
15 июля 1944 года в бою у деревне Куты (Сокальский район Львовской области Украины) расчёт под командованием старшего сержанта Пузанкова разбил 3 немецких наблюдательных пункта и пулемёт. При форсировании реки Луга разрушил 2 дзота, где находились пулемётные расчёты, истребил до 20 гитлеровцев. Способствовал успешному форсированию реки стрелковыми подразделениями.
Приказом по войскам 13-й армии от 5 октября 1944 года (№ 263/н) старший сержант Пузанков Никита Николаевич награждён орденом Славы 2-й степени.
На завершающем этапе войны, в Висло-Одерской операции старшина Пузанков командовал стрелковым отделением того же полка, исполнял обязанности парторга роты. В это время дивизия входила в состав 6-й армии, видимо поэтому предыдущий орден Славы 2-й степени остался не вручённым.
15 января 1945 года в бою за населённый пункт Зверники (западнее города Кельце, Польша) старшина Пузанков, как парторг роты находился в передовых подразделения, первым поднялся в атаку, достиг траншеи врага, где сразил 3 автоматчиков. При прорыве второй линии обороны противника Пузанков огнём из автомата истребил около 10 гитлеровцев.
Приказом по войскам 6-й армии от 20 февраля 1945 года (№ 9/н) старшина Пузанков Никита Николаевич награждён орденом Славы 2-й степени повторно.
С ноября 1945 года в отставке.
С 1947 года работал: комендантом общежития, слесарем-истопником, пожарным, кочегаром, старшим машинистом, сборщиком на заводе металлоизделий в городе Пушкино (Московская область).
Указом Президиума Верховного Совета СССР от 21 января 1987 года приказ от 20 февраля 1945 года отменён и Пузанков Никита Николаевич награждён орденом Славы 1-й степени. Стал полным кавалером ордена Славы.
Жил в городе Калининграде (ныне — Королёв) Московской области. Скончался 14 декабря 1991 года.

## Награды
- Орден Отечественной войны I степени (11.03.1985)[3]
- Орден Красной Звезды (31.07.1942)[4];
- Полный кавалер ордена Славы:
  - орден Славы I степени (21.01.1987)[5];
  - орден Славы II степени (05.10.1944)[6];
  - орден Славы III степени (10.06.1944)[7];

- медали, в том числе:
  - «За отвагу» (30.10.1943[8] и 30.10.1943[9]);
  - «В ознаменование 100-летия со дня рождения Владимира Ильича Ленина» (6 апреля 1970)
  - «За победу над Германией» (9 мая 1945[10])[5];

- - «20 лет Победы в Великой Отечественной войне 1941—1945 гг.» (7 мая 1965[11])
  - «30 лет Победы в Великой Отечественной войне 1941—1945 гг.»[12]
  - 40 лет Победы в Великой Отечественной войне 1941—1945 гг.[13]

- - «30 лет Советской Армии и Флота»[14]
  - «40 лет Вооружённых Сил СССР»[15]
  - «50 лет Вооружённых Сил СССР» (26 декабря 1967[16])
- Знак «25 лет победы в Великой Отечественной войне» (1970)

## Память
- На могиле установлен надгробный памятник
- Его имя увековечено в Главном Храме Вооружённых сил России, и навсегда запечатлено на мемориале «Дорога памяти»